# Vítor Gonçalves
Vítor Cândido Afonso Gonçalves (Angra do Heroísmo, 14 de março de 1951) é um realizador, argumentista e produtor português, filho de Vasco Gonçalves.

## Biografia
Forma-se em 1979 na Escola de Cinema do Conservatório Nacional, que é actualmente a prestigiada Escola Superior de Teatro e Cinema do Instituto Politécnico de Lisboa, onde foi aluno de António Reis e onde é, actualmente, professor e director do departamento de realização.
Funda com José Bogalheiro, em 1984, a produtora Trópico Filmes, onde irá nos anos seguintes realizar, produzir e escrever algumas longas-metragens. O seu filme de estreia, Uma Rapariga no Verão, com Diogo Dória, João Perry, Isabel Galhardo e Joaquim Leitão nos principais papéis, teve a sua apresentação internacional em 1986, no Festival de Cinema de Veneza. O filme contou com o estreante Pedro Costa na qualidade de assistente de realização, de quem Vítor Gonçalves irá, anos depois, produzir a longa-metragem de estreia O Sangue, em 1989. Gonçalves passará os três anos seguintes a produzir a longa-metragem A Nuvem, de Ana Luísa Guimarães, que estreará em 1992.
Em 2013, Vítor Gonçalves regressa à realização de longa-metragem com A Vida Invisível, com Filipe Duarte, Maria João Pinho e João Perry, apresentado mundialmente na 8ª edição do Festival de Cinema de Roma.

## Filmografia como realizador
- 2013 - A Vida Invisível
- 1988 - Meia Noite
- 1986 - Uma Rapariga No Verão

## Filmografia como produtor
- 1992 - A Nuvem, de Ana Luísa Guimarães (produtor)
- 1989 - O Sangue de Pedro Costa (director de produção)